# Otto F. A. Meinardus
Otto Friedrich August Meinardus (* 29. September 1925 in Hamburg; † 18. September 2005 ebenda) war ein deutscher evangelischer Theologe, Koptologe und Archäologe.

## Leben
Otto Meinardus besuchte in Hamburg die Gelehrtenschule des Johanneums, an der er 1945 die Reifeprüfung ablegte. 1945 bis 1947 studierte er Theologie an der Kirchlichen Hochschule Hamburg und an der Philosophischen Fakultät in Hamburg, 1947 bis 1949 am Richmond College in Surrey (England) und anschließend in Boston, wo er 1955 promovierte. Er war von 1952 bis 1956 Pfarrer an der Second Congregational Church in Peabody (Massachusetts).

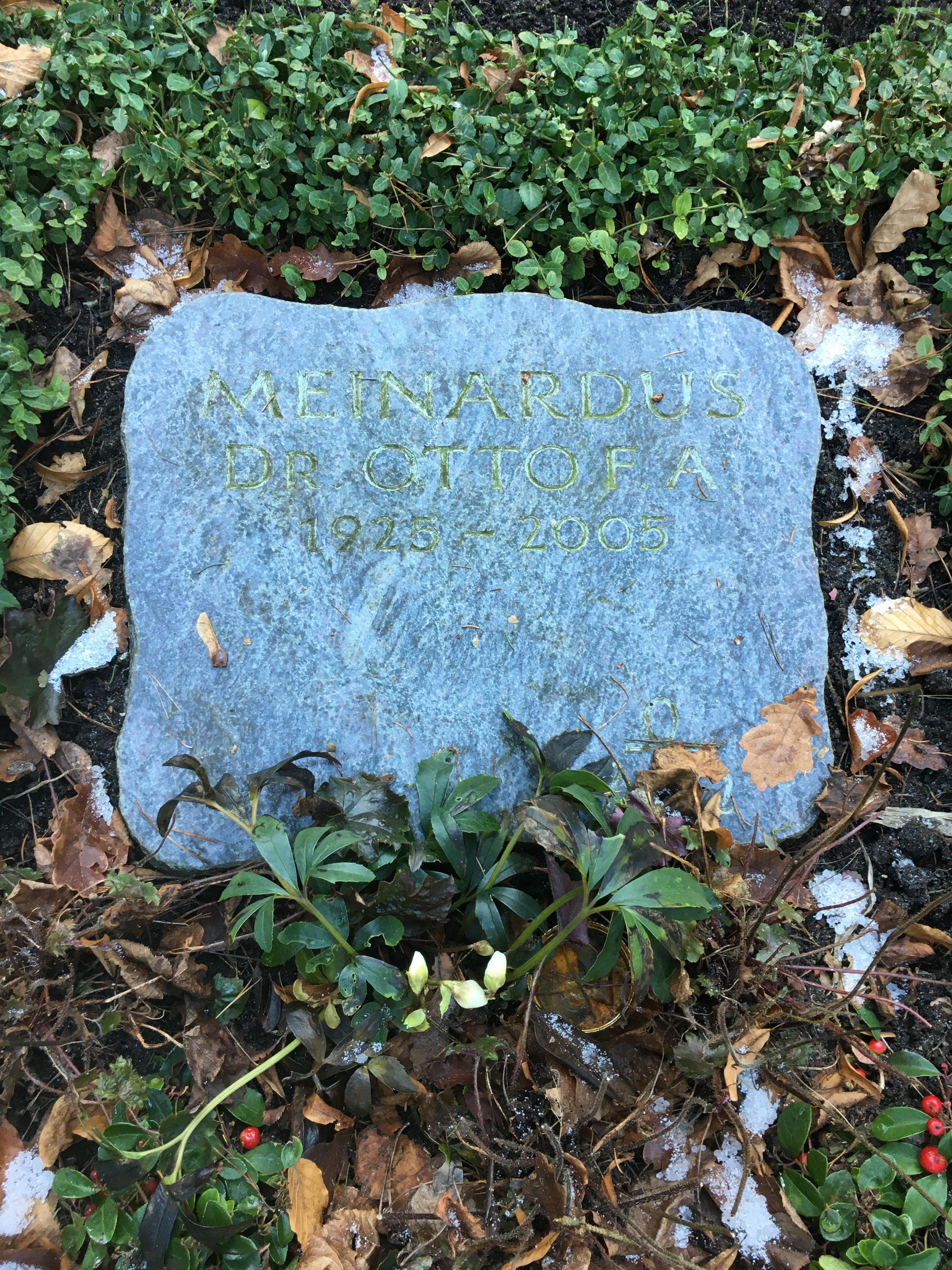
Grabstätte auf dem Friedhof Ohlsdorf

Von 1956 bis 1968 hielt sich Otto Meinardus in Kairo auf, wo er Ostkirchliche Kunst und Frühchristliche Archäologie studierte. Seit 1957 war er Mitglied der Société d' Archéologie copte, 1959 wurde er vom Institute of Coptic Studies zum Fellow ernannt. Von 1957 bis 1968 war er auch als Pfarrer an der Maadi Community Church in Kairo tätig. 1964 wurde er Mitglied des Deutschen Archäologischen Instituts in Kairo, außerdem war er als Professor für Theologie an der American University in Cairo tätig.
Von 1968 bis 1975 lebte er in Athen, hier war er neben seiner Lehrtätigkeit am Athens College auch als Pfarrer an der St. Andrew American Church tätig.
Nach seiner Rückkehr 1975 nach Deutschland war er Pfarrer an der Evangelischen Kirche im Rheinland in Koblenz und Stolberg. Später kehrte er nach Hamburg zurück.
Otto Meinardus verstarb wenige Tage vor Vollendung seines 80. Lebensjahres und wurde erhielt seine letzte Ruhestätte auf dem Friedhof Ohlsdorf. Sie liegt im Planquadrat Z 9 südlich von Kapelle 8.

## Veröffentlichungen (Auswahl)
- Christian Egypt: ancient and modern. American University in Cairo Press, Kairo, 1965, 1977 (2. Auflage), ISBN 977-201-496-3 (2. Auflage).
- Christian Egypt: faith and life. American University in Cairo Press, Kairo 1970.
- Auf den Spuren der heiligen Familie von Bethlehem nach Oberägypten. A. Reuffel, 1978, ISBN 3-9800158-1-5.
- Die Reisen des Apostel Paulus. Lutherische Verlagsgesellschaft, 1988, ISBN 3-87503-053-2.
- Patriarchen unter Nasser und Sadat. Deutsches Orient-Institut, 1998, ISBN 3-89173-048-9.
- Das Heilige Land. Auf den Spuren der Marias von Nazaret. Knecht, Frankfurt 2002, ISBN 3-7820-0806-5.
- Die Reisen des Apostels Paulus. Nachvollzogen im 20. Jahrhundert. Friedrich Pustet, 1982, ISBN 3-7917-0682-9.
- Die Wüstenväter des 20. Jahrhunderts: Gespräche und Erlebnisse. Echter Verlag, 2004, ISBN 3-429-04086-8
- Johannes von Patmos und die Sieben Gemeinden der Offenbarung, Der Christliche Osten Verlag, 1994, ISBN 3-927894-17-6.
- Die Heilige Woche in Jerusalem: Tagebuch eines Reiseleiters. Der Christliche Osten Verlag, 1988, ISBN 3-927894-01-X.
- Auf Jesu Wegen im Heiligen Land: Galiläisches Tagebuch. Der Christliche Osten Verlag, 1990, ISBN 3-927894-06-0.
- Lasst uns geh'n nach Betlehem. Der Christliche Osten Verlag, 1996, ISBN 3-927894-21-4.

Neben seinen Büchern veröffentlichte er regelmäßig Berichte und Artikel in verschiedenen internationalen Fachzeitschriften.